# World RX de Canadá
El World RX de Canadá es un evento de Rallycross en Canadá válido para el Campeonato Mundial de Rallycross. La carrera se celebró por primera vez en la temporada 2014, en el Circuito de Trois-Rivières ubicado en la localidad de Trois-Rivières, Quebec , Canadá.

## Ganadores

### Ganadores (pilotos)
| # | Piloto               | Victorias | Años       |
| - | -------------------- | --------- | ---------- |
| 1 | Johan Kristoffersson | 2         | 2017, 2018 |
| 2 | Petter Solberg       | 1         | 2014       |
| 2 | Davy Jeanney         | 1         | 2015       |
| 2 | Timmy Hansen         | 1         | 2016       |
| 2 | Andreas Bakkerud     | 1         | 2019       |

### Ganadores (constructores)
| # | Constructor | Victorias | Años       |
| - | ----------- | --------- | ---------- |
| 1 | Peugeot     | 2         | 2015, 2016 |
| 1 | Volkswagen  | 2         | 2017, 2018 |
| 2 | Citroën     | 1         | 2014       |
| 2 | Audi        | 1         | 2019       |

### Por año
| 2014 | Petter Solberg       | Joni Wiman           | Petter Solberg       | Petter Solberg       | Petter Solberg       | Anton Marklund      | Petter Solberg       |
| 2015 | Timmy Hansen         | Petter Solberg       | Timmy Hansen         | Timmy Hansen         | Tommy Rustad         | Davy Jeanney        | Davy Jeanney         |
| Año  | Ganador Qualifying 1 | Ganador Qualifying 2 | Ganador Qualifying 3 | Ganador Qualifying 4 | Ganador Semifinal 1  | Ganador Semifinal 2 | Ganador Final        |
| 2016 | Petter Solberg       | Petter Solberg       | Johan Kristoffersson | Petter Solberg       | Petter Solberg       | Andreas Bakkerud    | Timmy Hansen         |
| 2017 | Toomas Heikkinen     | Johan Kristoffersson | Petter Solberg       | Johan Kristoffersson | Johan Kristoffersson | Petter Solberg      | Johan Kristoffersson |
| 2018 | Sébastien Loeb       | Sébastien Loeb       | Johan Kristoffersson | Johan Kristoffersson | Johan Kristoffersson | Timmy Hansen        | Johan Kristoffersson |
| 2019 | Andreas Bakkerud     | Niclas Grönholm      | Timur Timerzyanov    | Niclas Grönholm      | Timur Timerzyanov    | Andreas Bakkerud    | Andreas Bakkerud     |